# 長崎幸太郎
長崎 幸太郎（ながさき こうたろう、1968年8月18日 - ）は、日本の政治家、大蔵・財務官僚。山梨県知事（2期）、自由民主党山梨県連常任顧問。無所属。
衆議院議員（3期）、自由民主党幹事長政策補佐などを歴任した。

## 略歴
- 1987年 - 開成高等学校卒業[3]
- 1991年
  - 東京大学法学部卒業[4]
  - 大蔵省（現：財務省）入省[4]
- 1994年
  - 米国・コーネル大学ロースクール修了
  - 大蔵省主計局総務課調査主任[5]
- 1995年 - 大蔵省主計局総務課企画係長
- 1996年 - 大蔵省大臣官房文書課審査第一係長
- 1997年 - 在ロサンゼルス総領事館領事
- 2000年 - 金融庁総務企画局市場課課長補佐
- 2002年 - 山梨県企画部総合政策室政策参事
- 2003年 - 財務省主計局法規課 課長補佐
- 2004年 - 財務省主計局地方財政係主計官補佐
- 2005年 - 衆議院議員選山梨2区より南関東比例代表にて初当選（1期目）
- 2009年 - 衆議院議員選山梨2区にて次点
- 2012年 - 衆議院議員選山梨2区より小選挙区にて当選（2期目）
- 2013年 - 志帥会政策委員長就任
- 2014年 - 衆議院議員選山梨2区より小選挙区にて当選（3期目）
- 2017年 - 衆議院議員選山梨2区にて次点
- 2019年
  - 1月27日 - 第19回山梨県知事選挙当選[6]
  - 2月17日[7]、第62代山梨県知事（公選19代）就任。
- 2023年 - 1月22日、山梨県知事選挙で当選（2期目）[4]

## 来歴
東京都出身。小さな商店を営む父と母（山梨県西八代郡市川三郷町出身）の間に誕生した。
開成高等学校、東京大学法学部卒業（ゼミは租税法）。1991年、大蔵省（現：財務省）に入省した（配属先は銀行局調査課）。1994年、アメリカ合衆国コーネル大学ロー・スクール修了。2005年、財務省を退官。
2005年の第44回衆議院議員総選挙に、山梨2区から自由民主党公認で出馬する。山梨2区選出で通商産業大臣や自由民主党総務会長を務めた自民党前職の堀内光雄は、郵政民営化法案の採決で反対票を投じ、自民党からの公認を得られず無所属で出馬。長崎はその刺客として送り込まれた。結果、長崎は堀内に931票の僅差で敗れたが、重複立候補していた比例南関東ブロックで復活し、初当選した。2006年12月、堀内光雄が自民党に復党（郵政造反組復党問題）。
2008年6月、自民党は山梨2区で復党していた堀内を公認し、長崎は比例南関東ブロック下位への転出を党本部から求められたが、比例単独での立候補を拒否し、無所属で山梨2区から出馬する意向を表明した。これを受け、10月に長崎を支持する自民党山梨県連の党員66人が、山梨2区で堀内を公認した党本部の決定に反発し、集団で自民党を離党した。長崎自身も2009年7月に自民党に離党届を提出し、17日に離党が了承された。なお、同年7月14日の麻生内閣不信任決議案の衆議院本会議における採決は欠席している。7月18日には、長崎を支持する山梨県内の地方議員ほか、415人の党員が集団で自民党を離党した（長崎支持グループは当初3,648人にのぼる離党者の名簿を自民党山梨県連に届けたが、離党者名簿の中には、党とは関係ない人で名簿にも残っていない人、さらにすでに死亡している人や本人に離党の承諾を得ていないケースなどがあり、山梨県連の発表によれば、実際には415人）。これらのことについて長崎は「今後自民党とは一切かかわりたくないという『絶縁状』だ。党費を払っているかどうかの問題ではない」と話している。長崎は無所属で第45回衆議院議員総選挙に山梨2区から出馬するが、次点で落選した（当選者は民主党の坂口岳洋。堀内も得票数3位で落選）。
2010年の第22回参議院議員通常選挙では、山梨県選挙区において自民党新人の宮川典子を支援したが、宮川は民主党現職の輿石東に敗れ、落選した。2011年11月、自身のホームページにおいて、自民党復党の手続きを取る考えを表明した。しかし、自民党は堀内光雄の長男の妻である堀内詔子を山梨2区で公認したため、2012年12月の第46回衆議院議員総選挙には山梨2区から再び無所属で出馬。7,123票差で堀内を破り、約3年ぶりに国政に復帰した（堀内詔子は比例復活、民主党の坂口岳洋は落選）。
2014年の第47回衆議院議員総選挙に際しては、自民党の公認を望んだが山梨2区では前回の衆院選に引き続き、選挙区支部長を務めていた堀内詔子が党の公認を受けたため、再び無所属で出馬。無所属ながら、選挙戦では自由民主党総務会長の二階俊博から支援を受け、堀内の68,109票に対し85,117票を獲得し、3選。選挙後、二階は谷垣禎一幹事長に対し、いずれも二階派所属で、衆院選では自民党系の候補を破って無所属で当選した長崎、山口壯を念頭に無所属議員の自民党への入党を求めたが、谷垣は拒否した。
2017年の第48回衆議院議員総選挙では10月4日付で自民党から復党を認められたが公認は得られず、再び無所属で出馬。自民党と公明党の推薦を受け無所属で出馬した堀内詔子と対決し、当選後は追加公認を受け自民党の山梨2区支部長に就任する予定であったが、落選。落選後、幹事長の二階から幹事長政策補佐に任命された。
2018年9月25日、翌年1月に行われる山梨県知事選挙への出馬を正式表明。2019年1月27日の投開票の結果、現職の後藤斎らを破り当選。当選後、安倍晋三内閣総理大臣と面会し、知事就任後も自民党籍を残して活動する考えを伝えた。同年10月より自民党山梨県連常任顧問。
2023年1月22日に行われた知事選で前県議の志村直毅、元笛吹市長の倉嶋清次の2候補を破り再選。

## 不祥事・批判

### 衆議院時代について
2014年の第186回国会において、大臣、副大臣、政務官、補佐官、議長、副議長、委員長のいずれの要職にもついていなかったのみならず、質問、議員立法、質問主意書提出のいずれもなかったことが指摘された。

### 統一教会との関係
2022年4月下旬に甲府市で開かれた世界平和統一家庭連合（旧統一教会）が関連するイベントに、長崎は知事名でメッセージを寄せていた。
長崎や関係者によると、このイベントには県内の国会議員も出席していた。主催は実行委員会だったが、後援に旧統一教会の関連団体が含まれていた。長崎は、出席依頼を受けた時は新型コロナウイルスに感染して療養中だったため、メッセージは副知事が代理出席し代読した。
2022年8月にこのことが報道されると、長崎はメッセージ内容は「形式的なもの」としたうえで、「旧統一教会と関連があったことは、後の報道などで知った。このようなことがないようしっかりチェックしたい」と語った。

### 政治資金規正法違反疑惑（1182万円の裏金を政治資金収支報告書に不記載）
2024年1月20日、富士吉田市の事務所で記者会見し、自身が代表を務める資金管理団体「日本金融経済研究フォーラム21」の政治資金収支報告書に、参与として所属する自民党二階派（志帥会）から受領した1182万円を記載していなかったと明らかにし、謝罪した。1月30日、この件に関して市民団体が甲府地方検察庁に刑事告発を行っている。8月29日、東京地検特捜部は嫌疑不十分で不起訴処分とした。9月11日の記者会見で自民党山梨県連の常任顧問を辞任したと明らかにした。不起訴になったのを受け「当分の間、けじめとして県連に関する活動は自粛したい」と述べた。市民団体は不起訴を不服とし検察審査会に申し立てを行ったが、2025年1月に東京第5検察審査会は不起訴相当と判断した。
また、長崎へのインタビューを巡り、県の広聴広報グループが、不記載問題を質問しないよう大多数の報道各社に事前要請し、これに応じない場合はインタビューさせないと迫っていたことも判明している（詳細は後述）。

### 裏金に関する取材を拒否
山梨県が、報道各社による長崎への個別インタビュー取材を巡り、自民党派閥の政治資金パーティー裏金事件に関連する質問を扱わないよう求めた。要請に応じなかったテレビ山梨が取材を拒否された。県内の報道各社が加盟する山梨県政記者クラブは2024年2月21日、長崎宛てに抗議文を提出し「意に沿わない報道に圧力をかけた」と批判した。
抗議文でクラブ側は県側の対応に関し、憲法が保障する言論の自由と表現の自由を脅かしかねないと指摘。「質問規制は異例で、到底受け入れられない」と強調し、説明責任を果たすよう求めた。抗議文は県広聴広報グループの幹部も対象とした。
インタビューは5～14日、クラブ加盟の新聞・通信、テレビなど計11社が順次実施。県側は質問の事前提出を求めた上、政治資金関係の質問を予定する社に「削除しなければ取材に応じられない」などと通告した。
2月27日、山梨県は山梨県政記者クラブの抗議・質問状への回答を示した。「記者クラブとの行き違いを生じさせたことは、不見識の極みであり、慙愧に堪えない」と、反省の意を表したものの、謝罪はなかった。また、今回のインタビューは「限られた時間内でその年の県政方針を取材いただく」という趣旨で、それ以外の質問は「定例知事会見で質問いただくとの理解だった」とし、「取材活動の規制ではない」と主張した。
3月5日、山梨県政記者クラブは長崎らに抗議文を再度提出した。取材活動規制を否定し「行き違い」を主張する県の回答は「一方的な決め付けで事実誤認だ」と批判し、県側に認識を改めるよう要請した。同月12日、県は報道各社が「質問内容を制約する趣旨と受け止める状況を招いた」として、2月の回答から一転し、文書で謝罪した。質問封じに関し「当方の見識不足に端を発した前例のない深刻なもの」と強調。「認識を新たにし、深く反省する」と記した。
長崎は同月22日の記者会見で、報道各社が政治資金の質問を別の機会に尋ねるよう担当職員に伝えていたと明らかにした。自身の発言を受けた職員が忖度し、政治資金関係は質問しないよう報道各社へ求めるに至った可能性を示唆した。一方、自身の指示は重ねて否定した。発言を職員が指示と受け取り、質問規制につながったとの見方について「あるのかもしれない。その点は反省している」と述べた。

## 統一教会との関係
共同通信によるアンケートによると、会合出席、祝電送付などの有無について、旧統一教会関連団体が後援したイベントも対象と考えると、令和4年4月29日開催の「家庭の幸せと国家の繁栄を考える山梨大会」（山梨未来づくり実行委員会主催、平和大使協議会後援）に秘書らが代理出席し、祝辞のメッセージを代読したことがあると回答。

## 活動・主張
- 長崎は、地方分権に関して、山梨日日新聞のインタビューで、新型コロナ型肺炎対応を例に「（国民の生命・安全を守る）安全保障の分野における地方分権の限界を露呈した」と指摘している。これは新型コロナ肺炎において、山梨県は十分成功としたといえる成果を収めたが、日本全体での対応については「地方分権が成果を発揮しているいうより、知事の功名争いになっている」と東京や大阪のようにマスコミに連日出演する首長を批判するとともに「感染症のように広がりが大きい公衆衛生対策は国が一元的に責任、財源を用いて対応すべきだ」としている[46]
- 2014年4月に開催された「第1回ブドウサミット」について、山梨日日新聞は長崎を「ブドウサミットの仕掛け人」として紹介し、全国の産地が連携することで輸出の拡大を狙っているとした。長崎は取材で「産地の声をまとめて国にぶつけることで、国の支援を引き出したい」としている[47]。ブドウサミットは10都道府県から自治体や農業関係者200人が集まった[48]。2014年6月には「第1回全国桃サミット」も開催。こちらも山梨日日新聞は長崎が仕掛け人としている[47]。桃サミットはブドウサミット同様に、桃の海外輸出に向けた戦略を検討し、産地が一体となって国に販路拡大を働き掛けるものである[49]。
- 長距離運転を行う事業者への医療チェックを義務付ける事業用自動車の疾病運転防止に向けた道路運送法及び貨物自動車運送事業法改正案の成立に尽力し、1年間かけて取り組んできたと主張している[50][51]。
- 日本国憲法の改正、集団的自衛権の行使を禁じた内閣法制局の憲法解釈の見直しに賛成[52]。
- 道志村と都留市を結ぶ「道坂峠」を貫通するトンネル実現に向けて活動を行っている[53]。
- 日本の核武装について「今後の国際情勢によっては検討すべき」としている[52]。
- 原子力規制委員会の新基準を満たした原子力発電所の再稼働に賛成[52]。
- 選択的夫婦別姓制度の導入にどちらかといえば反対[54]。
- 2024年11月25日の全国知事会にて「103万円の壁の減収の補填はマスト。103万円の壁の撤廃が恒久的な措置であるならば補填も恒久的な措置でやるべき。」と発言。

## 知事としての政策

### 運輸関連
- トンネル工事遅れによる中部横断自動車道新直轄区間の県負担増について「総務省と交渉し、地方交付税を増やす制度改正を求め、削減したい」としている[55][56]。知事就任後の5月31日に総務省を訪れ石田真敏総務大臣に要望書を提出[57]。7月1日に交付税新算定方式により県費負担が164億から1億円まで削減される見込みである[58]。
- 中央新幹線の山梨県駅（仮称）整備について甲府市大津町に設置が予定されていることについて「甲府駅まで交通アクセスを検討するという話だが、身延線と接続すれば渋滞なしに10分で行ける」と疑問を呈し、駅の計画決定に至る経緯を精査したうえで場合によっては見直すことを示唆していた[59]。
- 富士山における鉄道構想について「国家プロジェクトとして早急に勉強会を設ける。」としている[56]。

### 産業関連
- 特産品のワインを観光の目玉に押し出すため、2019年8月7日に「ワイン県」宣言を行っている[60]。なお、同様のPRは香川県（うどん県）でも行われている。

### コロナウイルス関連
以下、特に断りがない限り2020年。
- 新型コロナウィルスの対応ではダイヤモンド・プリンセスに乗船し感染が確認された患者を2020年2月11日より県内の医療機関へ受け入れることを表明。搬入された医療機関は非公表としながらも同月25日に18人を受け入れていることを公表している[61]。
- 2月28日には県内の感染者や濃厚接触者を対象とした県単独での休業助成金を創設[62]。また、小学3年生以下の子を持つ世帯に対して休業助成する制度の創設にも併せて着手した[63]。
- 県内で初めて感染が確認された男性がアルバイトをしていたコンビニエンスストアが再開した際に訪れ、商品の購入などを行い風評被害の防止に努めている[64]。
- 6月26日の山梨県議会本会議上で、経団連の中西宏明会長がテレワーク普及をめぐり「はんこ（印章）はナンセンス」「美術品として残せばいい」と発言したのに対し、「不見識」と批判した。経緯として市川三郷町の六郷地区は全国有数の印章の産地であり、テレワークを理由に押印慣行全般や印章文化へのバッシングが起きていることを危惧しての発言である[65]。なお、長崎が所属する自民党山梨県連の国会議員は全員がはんこ議連に加入している。
- 8月7日の定例記者会見で県内初のクラスターが発生したキャバクラに「極めて強い懸念と憤りを感じる。県民全体の生命を脅かしかねない迷惑行為」と発言。これに対し橋下徹元大阪市長がTwitterで「知事は営業した店を責めるのではなく、（補償金を支給する）法律を作らない政府与党と国会を責めよ！」と批判した。これに対し、当該キャバクラがクラスター発生後も営業を続けたこと、また飲食店に対し休業協力金は行っていないが感染防止指針を順守している店に対しては休業要請を個別解除のうえ設備改修の支援制度を設けている「山梨方式」があることを自身のFacebookで説明し、「橋下さんもこの事情を知っていただけたら、また違ったご意見になるのではないでしょうか」「多くの皆さまに山梨県のチャレンジに関心を寄せていただけばありがたいと思います」と回答[66]。橋下も出演したテレビ番組にて「山梨県のチャレンジは理解しております。しかし今、議論してきましたが、緊急事態宣言前の特措法24条9項に基づく要請に無理があるのです」と述べ、事態は収束した[67]。
- 県内のコロナ対策として「やまなしグレーン・ゾーン認証施設」を設け、認証を受けた施設の支援を行う一方で、認証を受けていない施設に対しては指導を行っている。山梨県外では「山梨モデル」と紹介されており、人口10万人あたりの感染者数が東京都に隣接しているのにもかかわらず少なくないことが報告されている[68]。

### その他
- 2017年に富士急行が山梨県所有の土地について賃貸契約の更新を行なったが、賃料が安いとして南アルプス市の男性が甲府地方裁判所に対して訴訟を起こした。この時点での県知事は後藤斎で、県は「適切な賃料である」と説明。しかし長崎が県知事に就任した翌2020年に「賃料は安すぎる。この金額で結ばれた契約は地方自治法に照らし合わせてみれば『違法無効』になる」と態度を転換し、富士急行に増額を求めた（詳細は富士急行#山梨県との訴訟を参照）。さらに2021年8月に富士急ハイランドのジェットコースター・ドドンパで負傷者が相次いだ件ついて、山梨県がハイランド側に来庁しての説明を求めるも富士急行側は「園内で負傷したとは特定できない」として来庁を拒否したところ、「不誠実な対応」として12月1日に運行停止を求め、応じない場合は訴訟を検討するなど対立が鮮明になっている[69]。なお、富士急行の社長の妻は上述の堀内詔子である。
- 後藤斎前知事が進めていた山梨県総合球技場構想について「全面的に見直す」として計画の見直しを発表した[70]。
- 山梨県立八ヶ岳スケートセンター存続について北杜市および県スケート連盟と協議した存続条件が達成されたのにもかかわらず「地元から再生計画が出ていないため」として県営として廃止する方針を打ち出した[71]。スケートセンターは北杜市営として存続が決まり譲渡が行われている[72]。

## 人物・エピソード
- 高校生当時、東京大学3年生だった林修から、数学を教わっていた。長崎は「大学受験の時には、数学で得点を稼げた」として、東大に合格したのは林のおかげだと振り返っている[73]。
- 2019年山梨県知事選挙に当選した直後、父親が危篤という報告を受け急きょ東京の病院へ向かい、父親の死を見届けた[74]。長崎は取材に対し「理解できたかはわからないが、当選の報告をすることができた」と述べている。当選証書授与式は29日に行われたが、後援会幹事長が代理で出席している[75]。
- 趣味は食べ歩き、料理、スキューバダイビング、マラソン[9]。尊敬する人物は高杉晋作[9]。感銘を受けた書物は山岡荘八著『高杉晋作』[9]。
- 再婚の妻との間に1男1女[76]。

## 選挙歴
| 当落 | 選挙                   | 執行日         | 年齢 | 選挙区                | 政党       | 得票数     | 得票率 | 定数 | 得票順位 /候補者数 | 政党内比例順位 /政党当選者数 |
| ---- | ---------------------- | -------------- | ---- | --------------------- | ---------- | ---------- | ------ | ---- | ------------------ | ---------------------------- |
| 比当 | 第44回衆議院議員総選挙 | 2005年09月11日 | 37   | 比例南関東（山梨2区） | 自由民主党 | 6万2821票  | 37.48% | 22   | 2/4                | 4/10                         |
| 落   | 第45回衆議院議員総選挙 | 2009年08月30日 | 41   | 山梨2区               | 無所属     | 5万7213票  | 32.13% | 1    | 2/4                | /                            |
| 当   | 第46回衆議院議員総選挙 | 2012年12月16日 | 44   | 山梨2区               | 無所属     | 6万2135票  | 40.45% | 1    | 1/4                | /                            |
| 当   | 第47回衆議院議員総選挙 | 2014年12月14日 | 46   | 山梨2区               | 無所属     | 8万5117票  | 50.72% | 1    | 1/3                | /                            |
| 落   | 第48回衆議院議員総選挙 | 2017年10月22日 | 49   | 山梨2区               | 無所属     | 6万7434票  | 38.36% | 1    | 2/5                | /                            |
| 当   | 2019年山梨県知事選挙   | 2019年1月27日  | 50   |                       | 無所属     | 19万8047票 | 49.71% | 1    | 1/4                | /                            |
| 当   | 2023年山梨県知事選挙   | 2023年1月22日  | 54   |                       | 無所属     | 21万5517票 | 61.31% | 1    | 1/3                | /                            |

## 事件
公職選挙法違反
2019年山梨県知事選挙において長崎への投票を呼び掛ける文書を告示前に送ったとして、山梨県警察は、公職選挙法違反（法定外文書頒布、事前運動）の疑いで元県議ら2人を書類送検した。
脅迫被害
2022年1月27日、県知事充てに新型コロナウイルスのワクチン政策に絡み、知事に危害を加えることを示唆する内容の抗議文とカッターナイフの刃が入った封筒が送られたことを発表し、山梨県警察に被害届を提出した。3月1日にも抗議文とカッターナイフの刃が入った封筒が県知事および複数幹部宛てに送られ、再度山梨県警察に被害届を提出している。2023年2月16日、山梨県警察は先述の脅迫文と刃物を封入・送付した脅迫の容疑で元長野県小布施町職員の男を逮捕した。
名誉毀損訴訟
2024年10月、長崎は2023年山梨県知事選挙において対立候補として立候補した志村直毅県議会議員および宮島雅展元甲府市長、横内公明元韮崎市長、江口英雄元上野原市長、乙黒泰樹元県議会議員の5氏が志村陣営がYoutubeに投稿した動画内で名誉を毀損されたとして損害賠償を求める訴訟を東京地方裁判所に起こした。長崎側は動画の公開直後に名誉毀損と公職選挙法違反の疑いで元市長の3氏を甲府地方検察庁に刑事告訴したが2024年6月に嫌疑不十分により不起訴処分となった。裁判は、志村側が棄却を求めていたが2025年2月に長崎側が訴えを取り下げる形で終結した。訴訟取り下げ後の会見で長崎は昨今の選挙活動のあり方などを考慮し取り下げたと説明したが、志村は今回の裁判がスラップ訴訟であるとして長崎側の対応を批判している。

## 所属団体・議員連盟
- 神道政治連盟国会議員懇談会[85]
- 国際観光産業振興議員連盟